# Бананц (стадион)
„Бананц“ е изцяло покрит със седалки многофункционален стадион в град Ереван, Армения.
Построен е през 2007 г., официално е открит през 2008 г.
Служи за домакинските срещи на „Бананц“. Около стадиона има и по-малки игрища, на които тренират детските формации на клуба.